# 程驤
程骧（?—?），字师孟，一字季龙，号松轩，休宁人。
端平三年，成為武学生，很快就升上舍。开庆元年（1259年）中周震炎榜進士，授承务郎。官至中书舍人。宋亡後，浪跡江湖。